# Andrea Fumagalli (musicista)
Andrea Guido Fumagalli, noto anche con lo pseudonimo di Andy (Monza, 18 ottobre 1971), è un musicista e cantante italiano, fondatore insieme a Morgan del gruppo musicale dei Bluvertigo.

## Biografia
Andy suona le tastiere, il vocoder, il sassofono e il sintetizzatore, è la seconda voce dei Bluvertigo e voce solista nel loro brano Forse.
Andy oltre ad essere un musicista è anche pittore e DJ.
Dal 2002 compie tour per i locali italiani con i suoi dj-set (con musica anni ottanta) in cui a volte espone anche i suoi quadri che si ispirano alla pop art creati presso Flu-On, un laboratorio situato presso un'ala di un'ex fabbrica tessile di Monza.
Dal 2007 collabora al progetto musicale a scopo umanitario Rezophonic. Sempre nel 2007 contribuisce con un assolo di sax al disco di Tibe "Hotel Lamemoria". Nel 2009 è chiamato da Morgan come giudice nelle selezioni degli aspiranti cantanti al programma X Factor, condotto da Francesco Facchinetti. Nel 2012 contribuisce con un assolo di sax al brano "La Moda" nell'omonimo album di Garbo. Nel video della canzone indossa la giacca che Garbo indossava nel video "Il Fiume": Andy era già apparso, ma solo come comparsa nel video "Onda elettrica" dello stesso Garbo.

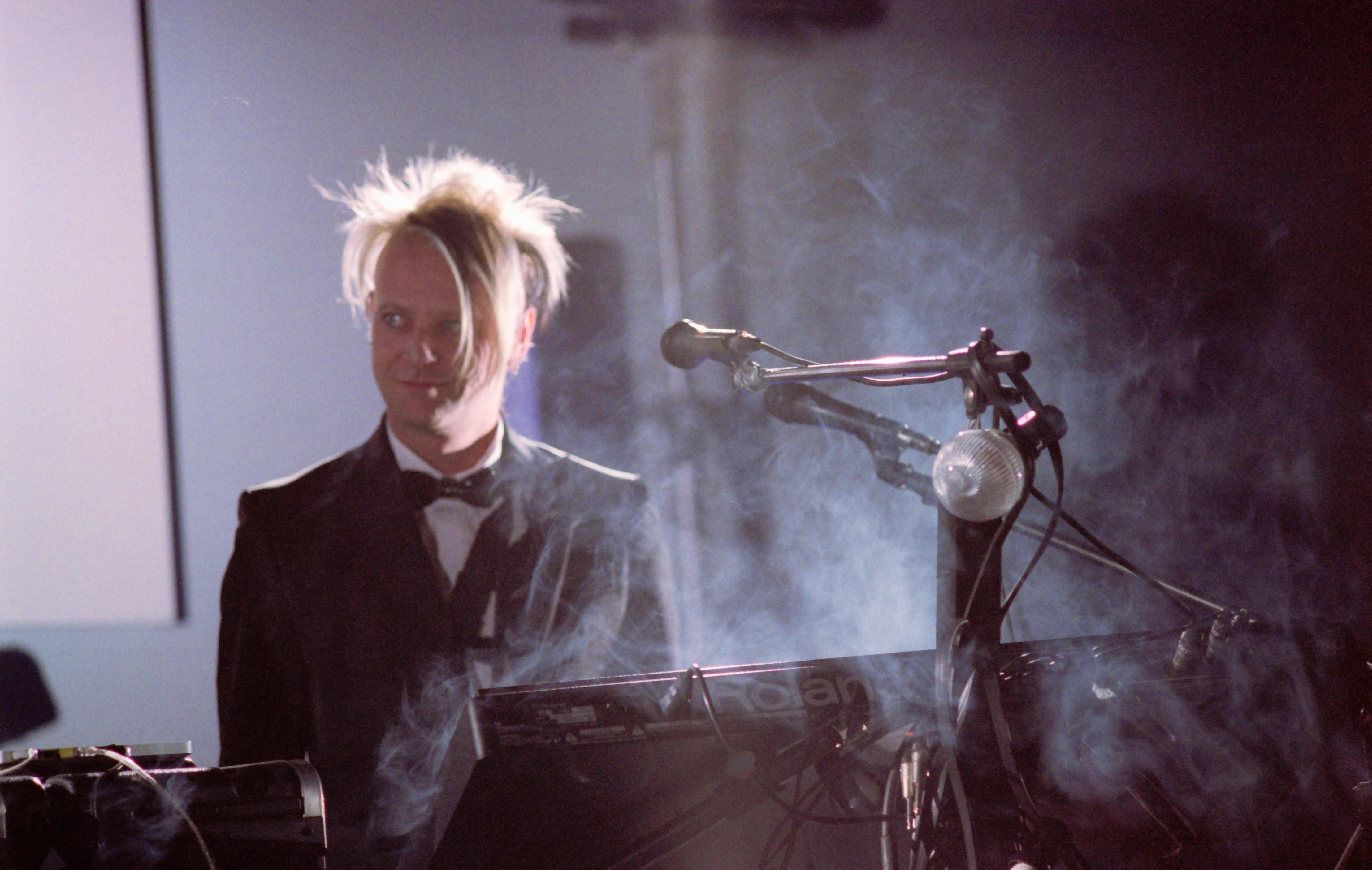
Andy in concerto nel 2009

Andy ha praticato per molti anni pattinaggio artistico, anche insegnandolo. Ha frequentato l'istituto d'arte di Monza e all'Accademia delle Arti Applicate di Milano si è specializzato nel campo dell'illustrazione e della grafica pubblicitaria. Nel 2005 è stato opinionista e ospite fisso nel programma Absolutely 90's di MTV. Inoltre Andy ha un tatuaggio sulla spalla destra che rappresenta il primo simbolo dei Bluvertigo (un punto interrogativo all'interno di un triangolo rovesciato).
Nell'ottobre 2009 presenta un modello di Fiat 500 (2007) customizzata: Andy ne decora la carrozzeria con i tipici colori brillanti della Pop art. Nell'agosto 2010 rielabora 5 orologi in silicone, i Too Late Original Watch. La collezione si chiama Remixed by Andy e gli orologi si ispirano all'attività pittorica dell'artista. I modelli si chiamano Poptech, Geishalook, Audiotrax, DN-Eyes e Sea of Sin.
Nel febbraio del 2012 esce Naked primo singolo e video dei Fluon, nuova formazione creata da Andy insieme a Faber (synth, programmazione) e Fabio Mittino (chitarra elettrica). Il gruppo prende il nome dal "quartier generale creativo" di Andy e che non racchiude al suo interno solo la musica, comprendendo anche la pittura, la grafica, il design e tanto altro di visivo.
Nel 2022 partecipa come concorrente al programma di Alessandro Borghese - Celebrity Chef in onda su TV8.

## Discografia

### Con i Golden Age
- 1989 - Chains

### Con i Bluvertigo
Album in studio
- 1995 - Acidi e basi
- 1997 - Metallo non metallo
- 1999 - Zero - ovvero la famosa nevicata dell'85

Album dal vivo
- 2008 - MTV Storytellers - Bluvertigo

Raccolte
- 2001 - Pop Tools
- 2016 - I grandi successi

### Con i Fluon
- 2014 - Futura resistenza